# Diego Haëdo
Diego Haëdo (falecido a 5 de julho de 1608) foi um prelado católico romano que serviu como arcebispo de Palermo de 1589 a 1608 e bispo de Agrigento de 1585 a 1589.